# Cratere Geber
Geber è un cratere lunare di 44,68 km situato nella parte sud-orientale della faccia visibile della Luna, negli altopiani centrali lunari tra il cratere Almanon a nord-nordest e la coppia di crateri Azophi-Abenezra a sud-sudovest. Spostandosi ulteriormente nella direzione sudest si trova il cratere Sacrobosco.

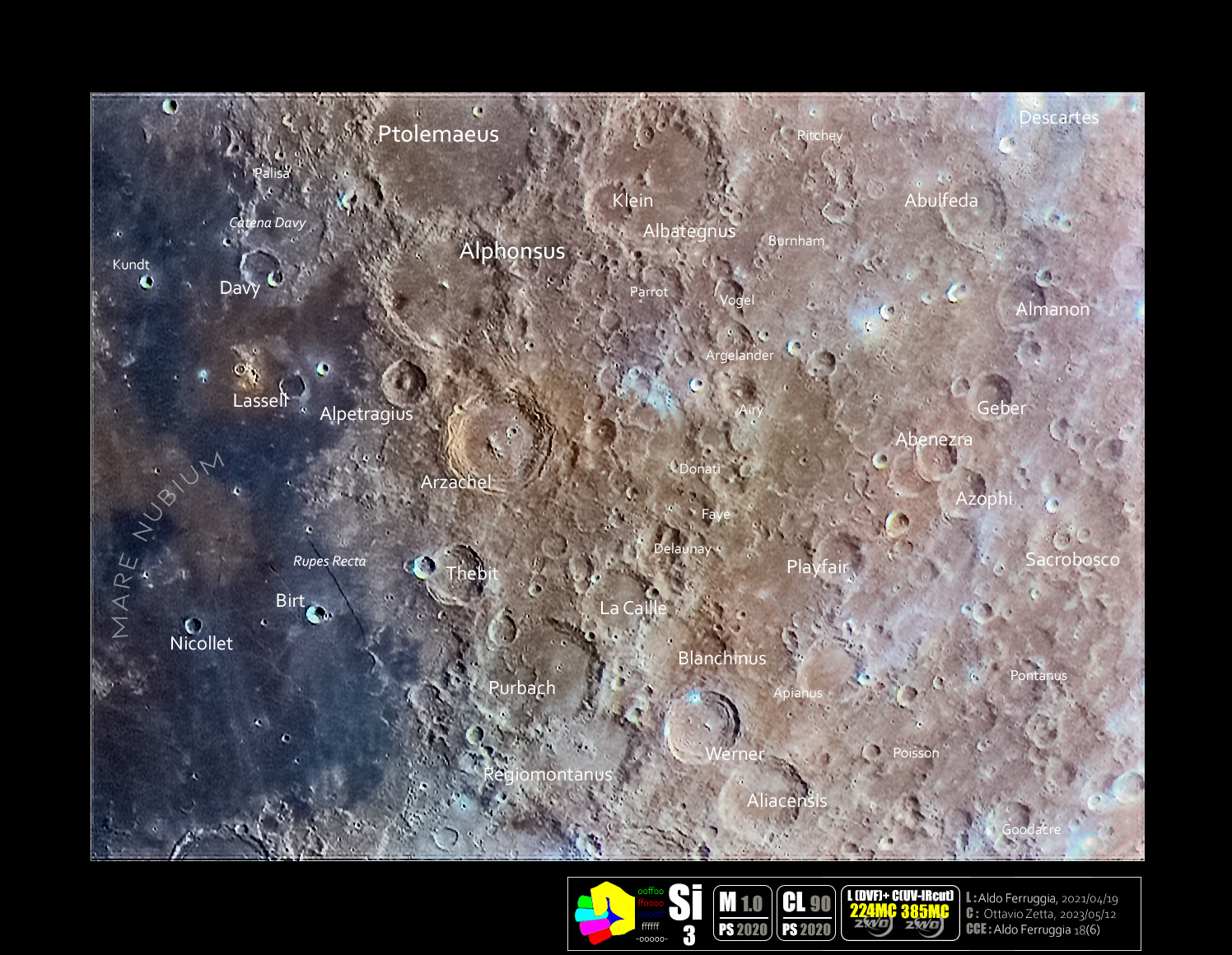
Il cratere (a destra) con le strutture vicine in una Immagine Selenocromatica(Si)

Il bordo è simmetrico e quasi circolare, con piccole indentazioni nelle pareti nord e sud. Il fondo è piatto ed è assente un picco centrale significativo. Il piccolo cratere 'Geber B' è adiacente al bordo a nordovest.
Il cratere è dedicato al matematico e astronomo arabo Jabir ibn Aflah al-Ishbili, latinizzato in Geber.

## Crateri correlati
Alcuni crateri minori situati in prossimità di Geber sono convenzionalmente identificati, sulle mappe lunari, attraverso una lettera associata al nome.
| Geber | Coordinate            | Diametro (in km) |
| ----- | --------------------- | ---------------- |
| A     | 21°50′24″S 14°42′00″E | 12,6             |
| B     | 19°01′48″S 12°54′36″E | 17,96            |
| C     | 22°10′48″S 14°52′48″E | 10,02            |
| D     | 19°15′00″S 11°50′24″E | 4,53             |
| E     | 20°33′00″S 12°57′36″E | 5,63             |
| F     | 19°57′36″S 13°09′00″E | 4,76             |
| H     | 18°00′00″S 12°29′24″E | 2,91             |
| J     | 20°03′36″S 15°51′00″E | 3,62             |
| K     | 17°38′24″S 10°33′00″E | 5,12             |